# Elyanna
Elyanna (in arabo إليانا‎?), pseudonimo di Elian Amer Marjieh (in arabo إليان عامر مرجية‎?; Nazareth, 22 gennaio 2002), è una cantante palestinese con cittadinanza israeliana di origini cilene.

## Biografia
Elyanna, cresciuta a Nazareth, è nata in una famiglia di origini cristiano-palestinesi e cilene. Con i familiari si è successivamente trasferita a Los Angeles, dove ha intrapreso la propria carriera musicale e attualmente risiede.
Ha iniziato a cantare da piccola, per poi pubblicare cover di canzoni tramite SoundCloud. L'EP d'esordio della cantante (2020) ha prodotto il successo radiofonico Ana lahale, numero uno nella Official Lebanese Top 20. Elyanna II (2022) contiene le tracce Ghareeb alay e Ala bali, classificatesi rispettivamente al 2º e 6º posto della classifica libanese.
Nell'aprile 2024 è avvenuta la pubblicazione del suo album in studio d'esordio, dal titolo Woledto; l'album-track Ganeni ha segnato la sua sesta top ten in Libano, nonché il primo ingresso della cantante nella hit parade saudita, egiziana e mediorientale. Qualche mese più tardi ha collaborato con i Coldplay, Little Simz, Burna Boy e Tini nel singolo di successo internazionale We Pray, prima top 20 dell'artista nel Regno Unito, dove è disco d'argento, e sua prima entrata nella Billboard Hot 100. A supporto del primo LP è stata avviata una tournée mondiale con tappe a partire dall'ottobre 2024.

## Discografia

### Album in studio
- 2024 – Woledto

### EP
- 2020 – Elyanna
- 2022 – Elyanna II

### Singoli
- 2019 – Ta Ta (Freestyle)
- 2019 – Ahwak
- 2019 – Enta eih
- 2019 – Oululee leh
- 2020 – Shee
- 2021 – Hada ghareeb (con Issam Alnajjar)
- 2022 – Ghareeb alay (con Balti)
- 2022 – Al kawn janni maak
- 2022 – Sokkar
- 2023 – Mama eh
- 2024 – Good Torture (con Sevdaliza)
- 2024 – Olive Branch (Ghosn zeytoun)
- 2024 – Wala ghalta (con Joseph Attieh)
- 2024 – Yabn el eh

### Collaborazioni
- 2024 – We Pray (Coldplay feat. Little Simz, Burna Boy, Elyanna & Tini)

## Tournée
- 2024 – The Woledto Tour

Artista d'apertura
- 2025 – Music of the Spheres World Tour dei Coldplay

## Riconoscimenti
- Billboard Arabia Music Awards
  - 2024 – Candidatura alla Miglior artista femminile[15]
  - 2024 – Candidatura alla Miglior canzone egiziana per Ganeni[15]
  - 2024 – Candidatura alla Miglior artista femminile in dialetto egiziano[15]
  - 2024 – Candidatura alla Miglior canzone indie per Ganeni[15]
  - 2024 – Candidatura all'Artista indie arabo dell'anno[15]
  - 2024 – Miglior nuovo artista[16]
  - 2024 – Miglior artista femminile indie araba[16]